# Kožušice
Kožušice település Csehországban, Vyškovi járásban. Kožušice Chvalnov-Lísky, Kunkovice, Koryčany, Střílky, Brankovice és Malínky településekkel határos. Lakosainak száma 109 fő (2024. január 1.).

## Népesség
A település lakosságának változását az alábbi diagram mutatja:
| Lakosok száma | 381  | 395  | 412  | 336  | 207  | 106  | 114  | 115  | 105  | 109  |
|               | 1869 | 1890 | 1921 | 1950 | 1980 | 2001 | 2017 | 2019 | 2022 | 2024 |